# Исаевка (Орловская область)
Иса́евка — деревня в Знаменском районе Орловской области. Входит в состав Коптевского сельского поселения.

## География
Деревня находится на расстоянии 5 км к северо-востоку от села Знаменское, административного центра района.

### Часовой пояс
Деревня Исаевка, как и вся Орловская область, находится в часовой зоне МСК (московское время). Смещение применяемого времени относительно UTC составляет +3:00.

## Население
| 2010 |
| ---- |
| 6    |

## История
Деревня Исаева впервые упоминается в 1678 году в дозорной книге в Карачевском уезде за 1614 год в составе Рословского стана Речка Слюнка ныне называется ручей Грязный.

Иев да Олексей Микитины дети Бошина сказали за собою отца своего вотчину в Карачевском уезде в Рословском стану на речке на Слюнке по обе стороны речки Слюнки Долгое селище пятдесят чети. А дана де отцу их та вотчина за московское сиденье при царе Василье. Да при царе ж де Василье отцу их дано в вотчину Ивановское помесье Исаева пятдесят чети. А болши тово за собою вотчин и поместей не сказали. А грамоты де у них на ту вотчину пропали в московское разоренье.